# Katastrofa lotu S-Air 9607
Katastrofa lotu S-Air 9607 – katastrofa lotnicza 26 października 2009 roku na Białorusi, 2 km od Portu lotniczego Mińsk.

## Okoliczności
Samolot wystartował lotem czarterowym z rosyjskiego lotniska Moskwa-Wnukowo o 20:06 czasu moskiewskiego do portu lotniczego Mińsk na Białorusi. O 21:14 czasu białoruskiego kontroler lotów mińskiego lotniska nawiązał łączność z samolotem, który zboczył na prawo z zadanego kursu. Samolot otrzymał polecenie wykonania drugiego podejścia. Na dwa kilometry od drogi startowej BAe 125 leciał dokładnie po kursie do lądowania. Wkrótce potem zaczął zbaczać w lewo i o 21:35 zniknął z radarów. Niebawem rozbity samolot znaleziono niedaleko portu lotniczego, koło wsi Piaciletka w sielsowiecie Draczków rejonu smolewickiego. Przy awaryjnym podchodzeniu do lądowania samolot przewrócił drzewa w lesie na odcinku 250 m, po czym uderzył w ziemię i zapalił się. Pożar szybko zlokalizowano.
Biznesmeni lecieli lotem czarterowym do Mińska do elitarnego kasyna „Shangri-La”, które przeniosło się na Białoruś z Rosji i otworzyło się w pobliżu głównej siedziby Wspólnoty Niepodległych Państw.

## Samolot
Samolot typu British Aerospace BAe 125 opracowany został przez firmę „Hawker Siddeley” i produkowany był od 1962 roku. Do 1990 roku wyprodukowano 763 maszyny. Egzemplarz, który uległ katastrofie, wyprodukowano w 1987 roku, numer seryjny 258076. Od lipca 2008 roku należał do rosyjskiej firmy lotniczej „S-Air”.

## Ofiary
Wszystkie osoby znajdujące się na pokładzie zginęły – 3 członków załogi i 2 pasażerów. Jeszcze jedna osoba, która planowała lecieć jako trzeci pasażer, nie przybyła na rejs.
Załoga:
- Aleksandr Samojłow – kapitan
- Siergiej Snimszczykow – nawigator
- Olesia Łatutina – stewardesa

Pasażerowie:
- Marat Romaszkin – dyrektor generalny firmy lotniczej „S-Air” (tej samej, do której należał samolot)
- P. Małyszow – rosyjski biznesmen